# Позитивный хардкор
Позитивный хардкор (англ. Positive hardcore) (также сокращенно позикор) — поджанр хардкора, зародившийся в начале 1980-х годов в США в культуре straight edge, как ответ на негатив и насилие, продвигаемые на хардкор-сцене.
Лирика затрагивает такие темы, как человеческие ценности, роль каждого индивида в обществе, сопротивление жестокости. В начале 1980-х в группы поднимали и другие общественные вопросы, актуальные на то время, такие как защита прав гомосексуалов, сплочённость музыкантов на хардкор-сцене и, определенно, отказ от насилия. Эти темы были отвергнуты хардлайнерами. В поздние 2000-е началось возрождение позикора. Теперь сторонники жанра выражают негативную реакцию по отношению к доминирующим на современной хардкор-сцене металкор-группам.

## Некоторые представители
- Rise Against[5]
- The Wonder Years[6]
- 7 Seconds[4]
- Youth of Today[2]
- Good Clean Fun[3]
- 25 Ta Life[7]
- Stretch Arm Strong[7]